# 塞魯阿省
塞魯阿省是太平洋島國斐濟的14個省份之一，位於該國最大島嶼維提島最南端，面積830平方公里，2007年人口18,249，省內有旅遊渡假區和購物中心。
18°10′S 178°00′E / 18.167°S 178.000°E